# Высоково (Плюсский район)
Высоково — деревня в Плюсском районе Псковской области России. Входит в состав Лядской волости.
Расположена у истоков реки Железна (правого притока Плюссы), в 42 км к северо-западу от райцентра Плюсса, в 3 км к северо-востоку от волостного центра Ляды.

## Население
Численность населения деревни на 2000 год составляла 26 человек, по переписи 2002 года — 11 человек.